# Ładza
Ładza (niem. Salzbrunn) – wieś w Polsce, w województwie opolskim, w powiecie namysłowskim, w gminie Pokój.

## Nazwa
15 marca 1947 r. nadano miejscowości polską nazwę Ładza.

## Administracja
Administracyjnie wyróżniona jest w Ładzy 1 integralna część miejscowości: przysiółek Kup Mały.

## Historia
Miejscowość zamieszkiwała opolska grupa etnograficzna Leśnioków.
W 1933 r. w miejscowości mieszkało 626 osób, a w 1939 roku – 602 osoby.